# Jüttbaum
Ein Jüttbaum (auch Jütbaum oder Jütt) ist ein Hebel, der dazu verwendet wird, einen klappbaren Schiffsmast aufzustellen bzw. zu legen. Mit Hilfe eines Jüttbaumes kann man Masten sehr schnell legen, um zum Beispiel Brücken zu passieren.

## Funktionsweise

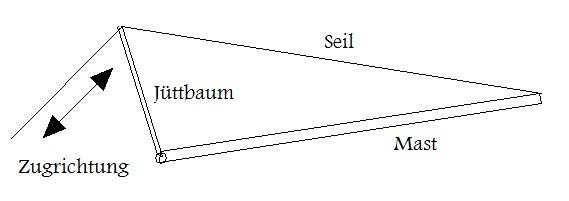
Skizze eines Jüttbaumes

Der Jüttbaum wird am Fuß des Mastes angebracht. Dann verbindet man die Mastspitze durch ein Seil mit dem Jüttbaum. Jetzt kann man so am Jüttbaum ziehen bzw. Seil nachgeben, dass sich der Mast hebt, bzw. senkt. Da die Hebelkräfte erheblich sind, können nur Masten bis zu einer gewissen Länge mit Hilfe eines Jüttbaumes gelegt werden. Für größere Masten sind Jüttbäume nicht geeignet.

## Quelle
- Segellexikon